# Konstantin von Busse
Konstantin Ernst Albert Maximilian Julius von Busse (* 24. September 1820 in Jauer; † 24. Mai 1897 in Monte Carlo) war ein preußischer Generalleutnant und Kommandant der Festung Posen.

## Leben

### Herkunft
Konstantin war ein Sohn des preußischen Generalleutnants Maximilian von Busse (1783–1864) und dessen Ehefrau Konstanze, geborene von Schickfus (1786–1852).

### Militärkarriere
Busse besuchte die Erziehungsanstalt in Radschütz, das Waisenhaus in Bunzlau, die Liegnitzer Ritterakademie sowie die Handwerkerschule in Magdeburg. Am 18. Februar 1838 trat er als Musketier in das 17. Infanterie-Regiment der Preußischen Armee ein und avancierte bis Mitte Januar 1840 zum Sekondeleutnant. Vom 1. Oktober 1847 bis zum 17. März 1848 absolvierte er zur weiteren Ausbildung die Allgemeine Kriegsschule und war von Oktober 1848 bis November 1849 zum Marinebataillon nach Stettin kommandiert. Am 12. Dezember 1850 wurde er Adjutant der mobilen 26. Infanterie-Division. Ab Mitte März 1851 setzte Busse seine Ausbildung an der Allgemeinen Kriegsschule fort, die er am 30. September 1852 erfolgreich abschloss. Zwischenzeitlich zum Premierleutnant befördert, wurde er am 1. November 1852 zum Regimentsadjutanten ernannt. 1855 folgte seine Kommandierung zur Abteilung für Topographische Vermessungen des Generalstabes. Vom 1. August 1856 bis zum 18. Januar 1859 war Busse Kompanieführer im II. Bataillon des 17. Landwehr-Regiments in Düsseldorf sowie zeitgleich Platzmajor und Etappenkommandant in der Stadt. In dieser Zeit wurde er am 13. Juni 1857 zum Hauptmann befördert.
Am 19. Januar 1859 wurde Busse mit Patent vom 19. März 1854 in das 24. Infanterie-Regiment versetzt und Mitte März zum Adjutant zum Generalkommando des VII. Armee-Korps kommandiert. Unter Beförderung zum Major schloss sich am 24. Dezember 1860 eine Kommandierung zum Großen Generalstab an. Am 20. August 1864 wurde Busse Kommandeur des Füsilier-Bataillons im 4. Rheinischen Infanterie-Regiment Nr. 30 und am 5. September 1865 Kommandeur des II. Bataillons im 6. Westfälischen Infanterie-Regiment Nr. 55. Vor dem Beginn des Deutschen Krieges erhielt er am 24. April 1866 das Kommando über das Füsilier-Bataillon im 4. Ostpreußischen Grenadier-Regiment Nr. 5 und stieg Anfang Juni zum Oberstleutnant. In der Schlacht bei Trautenau wurde Busse schwer verwundet und für sein Wirken mit dem Kronen-Orden III. Klasse mit Schwertern ausgezeichnet.
Am 22. März 1868 wurde er Oberst und Kommandeur des 6. Ostpreußischen Infanterie-Regiments Nr. 43. Diesen Verband führte er 1870/71 während des Krieges gegen Frankreich in den Schlachten bei Colombey, Noisseville und Amiens, der Belagerung von Metz sowie den Gefechten bei Moulineaux und La Londe. Ausgezeichnet mit beiden Klassen des Eisernen Kreuzes wurde Busse nach dem Friedensschluss unter Stellung à la suite seines Regiments am 12. Oktober 1872 zum Kommandeur der 26. Infanterie-Brigade ernannt. In gleicher Eigenschaft übernahm er am 4. Februar 1873 die 18. Infanterie-Brigade und wurde am 22. März 1873 zum Generalmajor befördert. Am 12. Dezember 1876 wurde er Kommandant der Festung Posen und am 18. Januar 1878 zum Generalleutnant befördert. In Genehmigung seines Abschiedsgesuches stellte man ihn am 12. April 1881 unter Verleihung des Roten Adlerordens I. Klasse mit Eichenlaub mit Pension zur Disposition.
Er starb am 24. Mai 1897 in Monte Carlo.
In seiner Beurteilung schrieb der Bataillonskommandeur Oberst Boettcher: „Durch militärischen Sinn und Geist zeichnet er sich aus. Er besitzt viele Fähigkeiten und ist bemüht, sich wissenschaftlich zu vervollkommen. Er ist brauchbar im praktischen Dienst solide, gesittet und anständig in seinem äußeren Benehmen.“

### Familie
Busse heiratete am 12. Januar 1854 in Höxter Mathilde Witting (* 1830), eine Tochter des Apothekers Ernst Witting. Aus der Ehe gingen die Töchter Johanna (* 1856) und Konstanze (* 1858) hervor.